# Podengo-português
Podengo-português[a][b] é uma raça de cães do tipo podengo originária de Portugal. Rústica e antiga, usada para caça de coelhos, a raça possui variedades de porte e pelagem.

## Origem

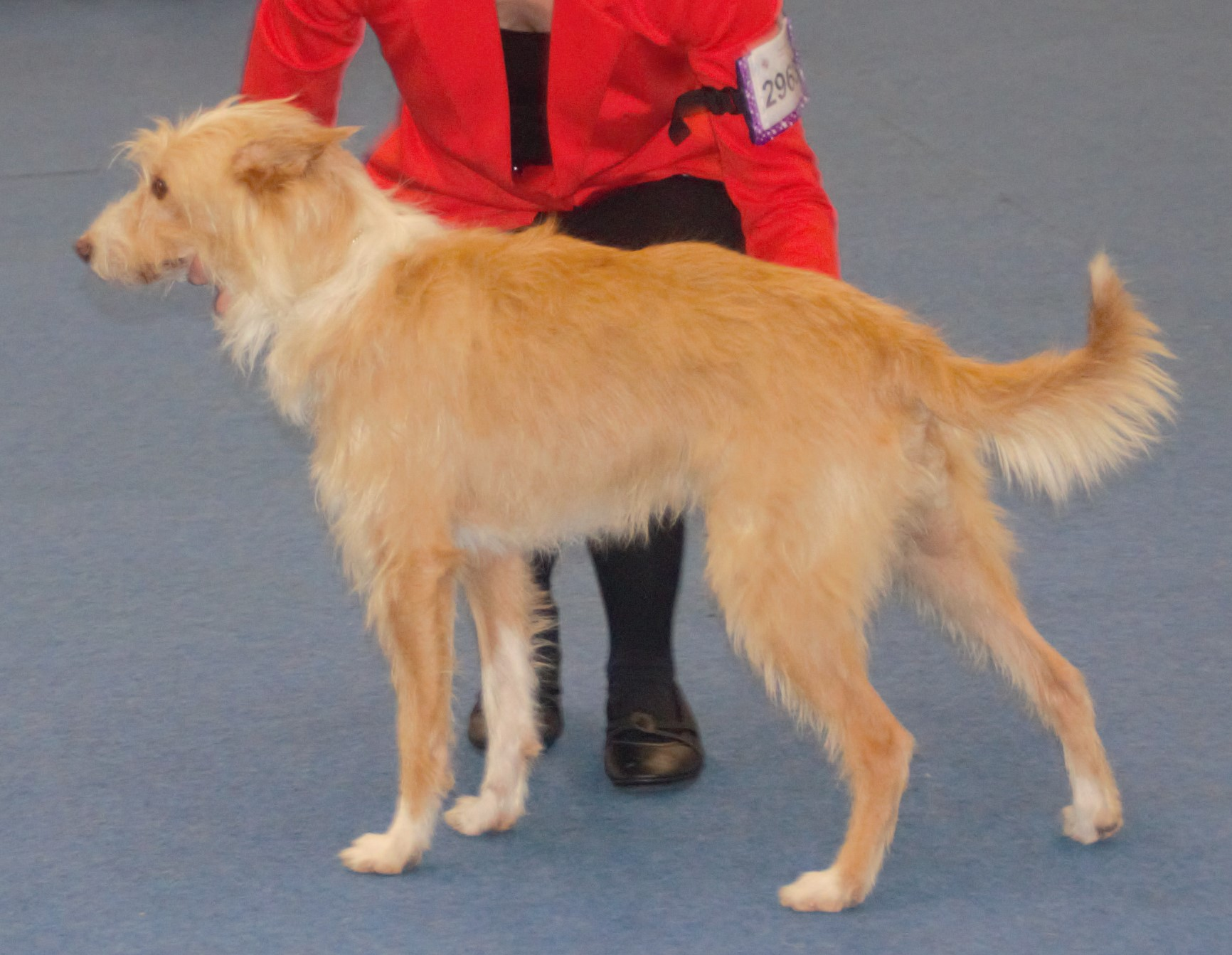
Podengo-português médio de pêlo cerdoso

Entre as várias raças de podengos, cães morfologicamente e funcionalmente afins, difundidos pela bacia mediterrânica pelos fenícios. Considerado uma das raças de cães mais antigas, a podengo-português é uma espécie autóctone com grande aptidão cinegética, mas que também é utilizado como cão de companhia, particularmente a variedade pequena, ou como cão de guarda. Crê-se que o podengo-português apresenta as mesmas características desde cerca de 1000 a.C..
O provável ancestral dos podengos é o Tesem do Antigo Egipto. Terá sido um cão deste tipo o difundido pelos Fenícios, a partir do norte de África, pelo Mediterrâneo. Este tipo canino ancestral, terá sido depois, fruto de selecção (e certamente pontuais cruzamentos com outras raças), evoluindo para as variedades existentes. A título de exemplo, semelhanças do podengo de Malta com gravuras egípcias antigas motivaram a atribuição pelos ingleses que governavam a ilha do nome de "Pharaoh Hound" (Cão dos Faraós). 
Como curiosidade referir que os cães das ilhas mediterrânicas, além de serem todos muito semelhantes e terem as mesmas funções /aptidões coelheiras, têm em comum os olhos âmbar. Não há grandes diferenças entre os podengos canários, podengos ibicencos, Podengos do Porto Santo (espécie ainda em processo de reconhecimento pelo clube português de canicultura), Pharaoh Hound (Podengo de Malta) ou Cirneco del Etna, da Sicília. Outra curiosidade é que a palavra cirneco vem de Cirenaica, a designação da província romana que abrangia a ilha de Creta e o Norte de África, Creta onde ainda hoje existe um "Podengo", o Kritikos Lagonikos.
O primeiro estalão oficial do Podengo Português foi  aprovado em 1955. A primeira referência escrita a Podengos data de 1199 no reinado de D. Sancho I. Em livros medievais portugueses só se encontram referências a três tipos de cães, que merecem recomendações de protecção especial. Os Perdigueiros (cão de parar, perdizes nomeadamente, do tipo braço, ou ancestral peninsular de todos estes cães de parar), os Podengos, e os Alōes. Os primeiros sobretudo pela sua funcionalidade, os últimos pela sua utilização em matilhas de caça grossa, reservada à nobreza, tendo, como outros "Dogues Europeus" presença nos paços reais e aristocráticos.
Para além destes Podengos "continentais" e das  várias raças insulares mediterrâneas / macaronésicas (Chipre, Malta, Baleares, Canárias, Porto Santo), encontram-se fortes características morfológicas, comportamentais e funcionais de Podengos em cães da América do Sul, desvendentes de cães levados por colonizadores portugueses ou espanhóis desde as primeiras viagens marítimas ao "Novo-Mundo", como é o caso do Veadeiro Pampeano e o do Veadeiro Nacional do Brasil. A título de curiosidade, o Podengo Português Pequeno era frequentemente levado em caravelas e galeões, como controlador das infestações de ratos. 

## Características

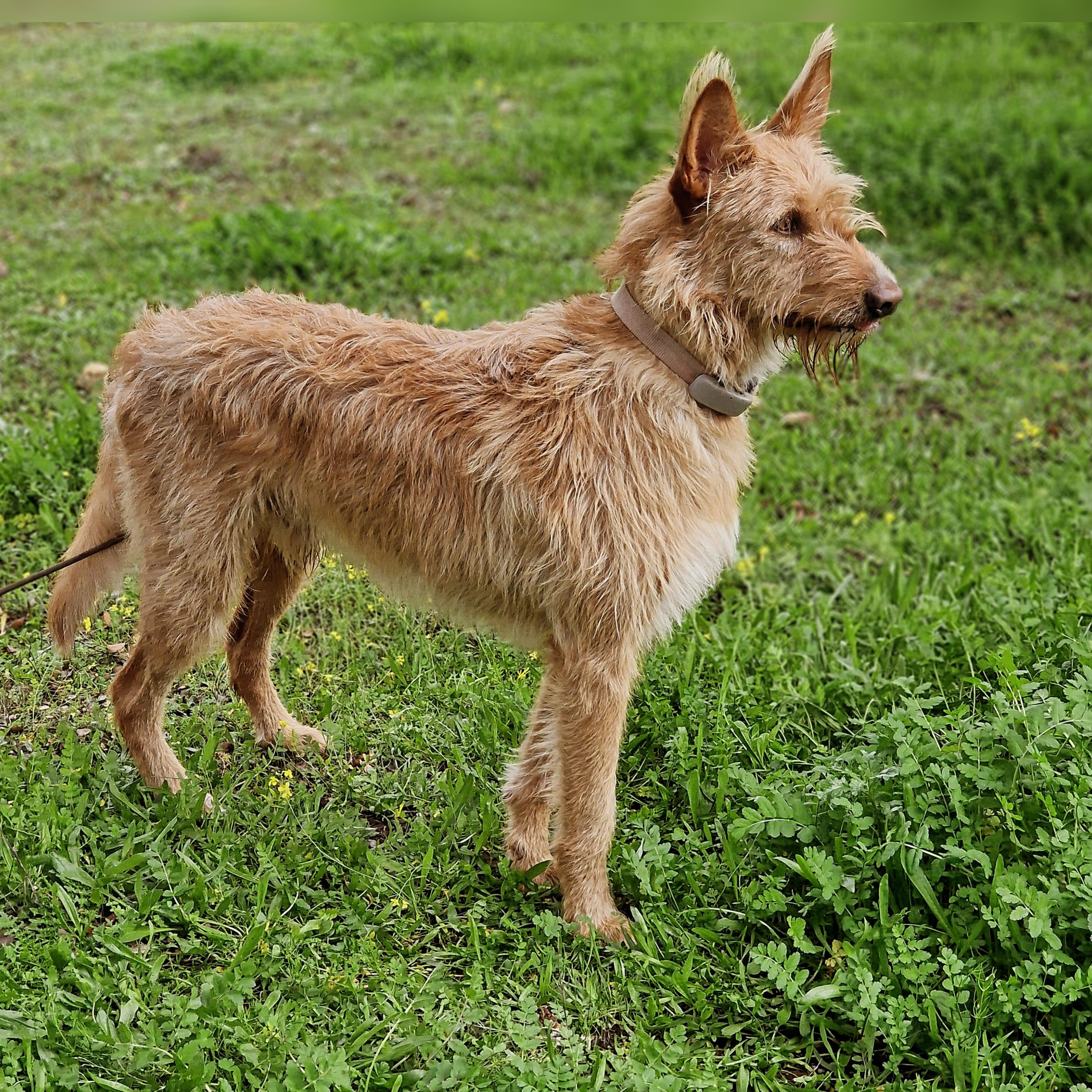
Podengo-português grande de pêlo cerdoso

Os podengos são cães de carácter vivo, alegre, inteligentes e muito sociáveis com outros cães. São extremamente afectuosos para com os donos, cuidadosos para com as crianças e asseados. Temerários na caça, os Podengos Grandes são frequentemente muito ariscos a estranhos, o que, aliado à permanente vigilância do seu território, faz deles atentos cães de guarda, desprovidos contudo da agressividade de outros cães de guarda e defesa.

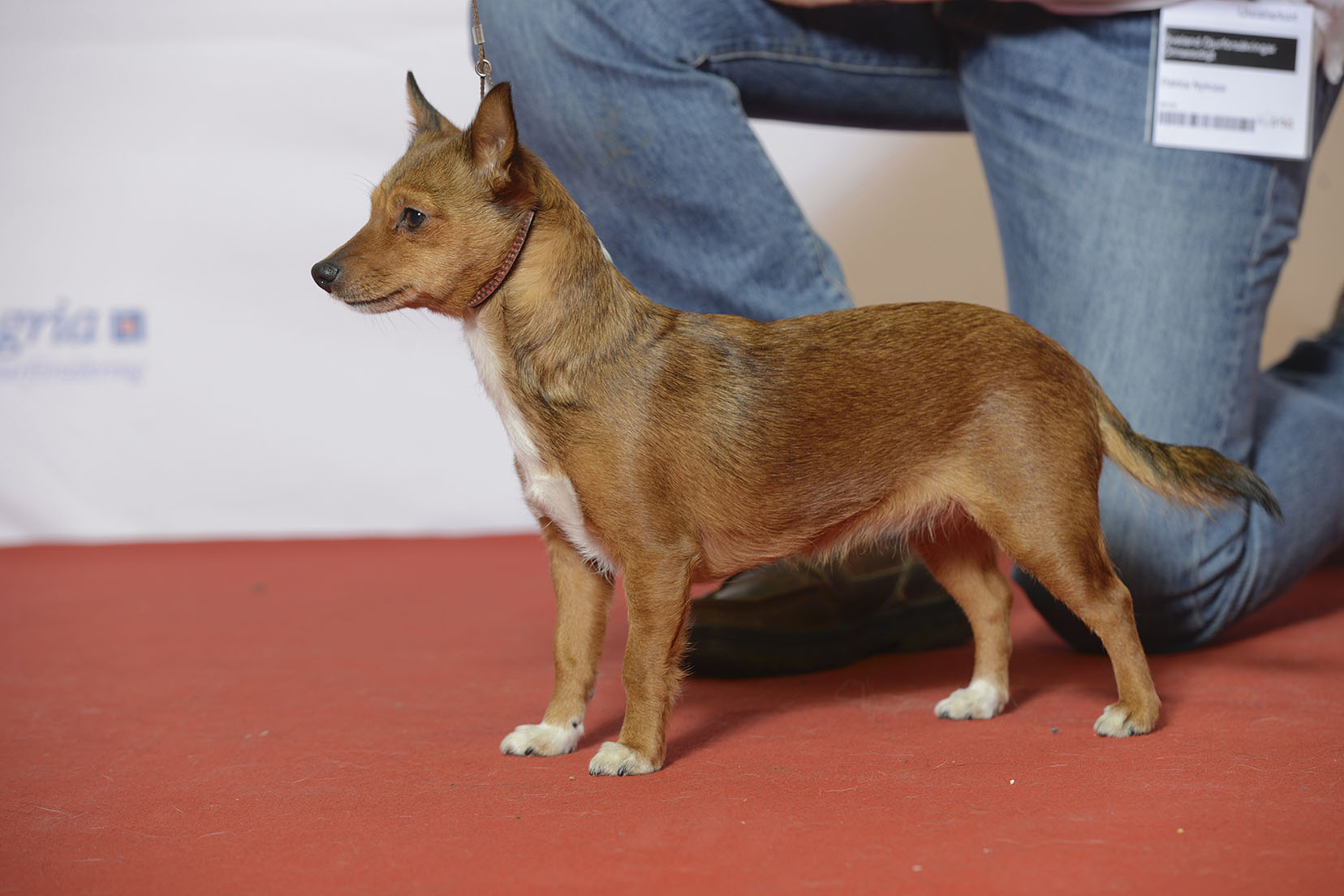
Podengo-português pequeno de pêlo liso

O Podengo Português pode variar entre três portes, o pequeno, o médio e o grande, e entre dois tipos de pêlo, o liso e o cerdoso, num total de seis variedades. O grande é o típico cão das matilhas de caça grossa em Portugal. 
Os Podengos Pequenos e Médios são bastante comuns em Portugal, sendo usados em matilha para caça menor, em particular ao coelho ( de onde o nome de "cães coelheiros"). O Podengo Pequeno é usado para entrar em silvados mais cerrados ou para tentar expulsar os coelhos das tocas, sendo também conhecido como "tira-teimas". A variedade mais comum e que representa o grosso do efectivo dos Podengos é a média, cujo perfil foi usado para concepção do logotipo do clube português de canicultura.      

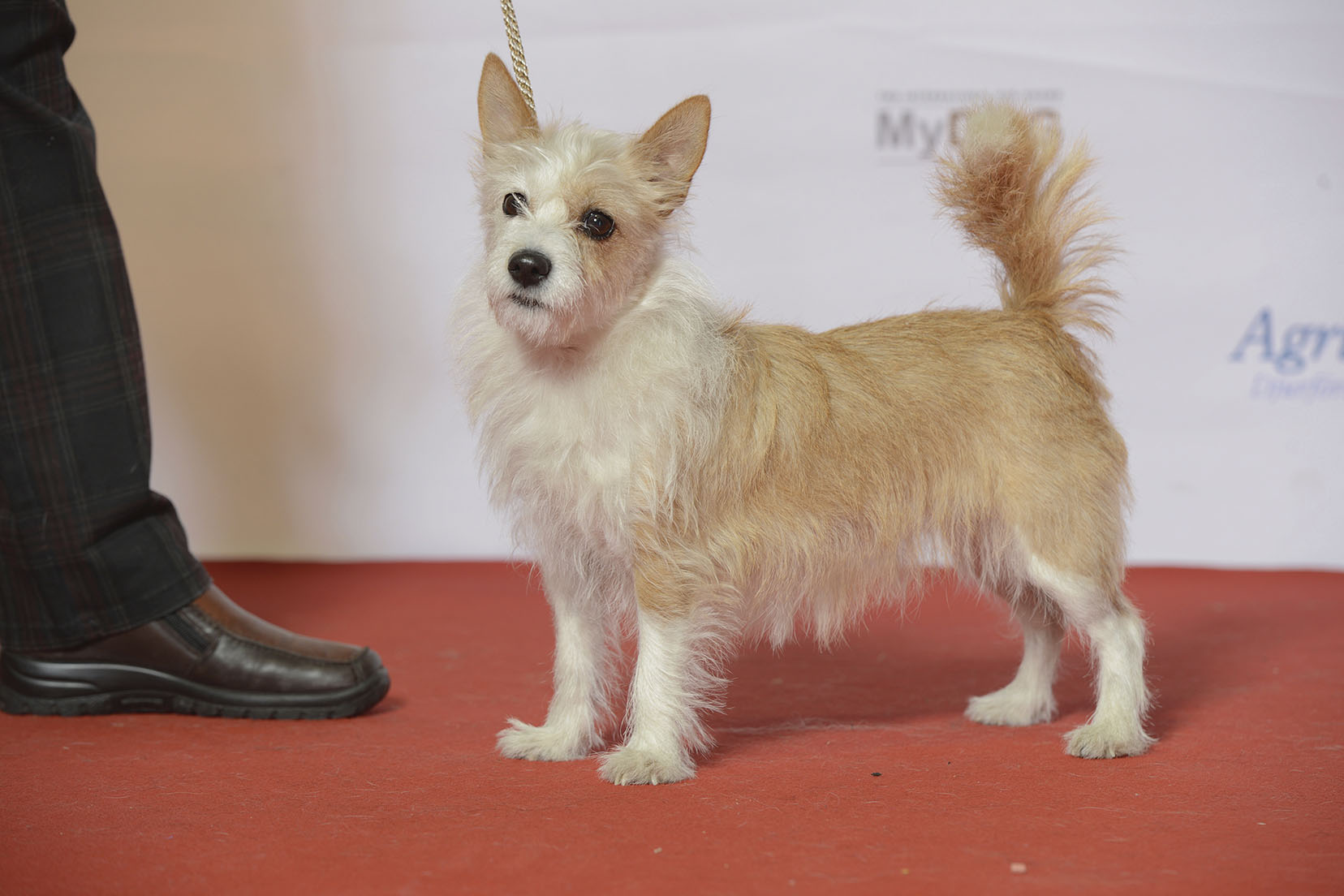
Podengo-português pequeno de pêlo cerdoso

O Podengo Português Grande é bastante raro, correndo perigo de extinção. É utilizado em matilhas de caça grossa, nomeadamente na caça ao javali, sendo mesmo a única raça portuguesa utilizada para esse fim. Originalmente nestas matilhas eram usados dois tipos de cães. Cães de levante e perseguição/acosso, os Podengos Grandes, e cães de agarre, originalmente os Alōes, extintos em Portugal. São actualmente usados com esse fim essencialmente Dogues Argentinos. Existe em Espanha uma raça recuperada de modo a assemelhar-se ao que teriam sido os cães de tipo Dogue peninsular, o Alano Espanhol. Lamentavelmente é cada vez menor o número de matilhas com Podengos Grandes com LOP (livro de origens português). O matilheiro típico apenas valoriza a funcionalidade e não reconhece o valor do registo dos cães no LOP (nem está disposto a pagar o custo suplementar associado a esse registo - é de referir que cada matilheiro possui em média uns 50 cães, para assegurar que tem sempre os 25 de uma matilha disponíveis, e os custos de manutenção  de tantos cães tornam-se um encargo pesado).  Encontram-se crescentemente matilhas com cães "arraçados" de Podengo, por vezes cruzados com Dogues Argentinos, entre outros, ou mistas, com cães de tipo Sabujo ou Griffon. Para além da necessidade de sensibilizar os matilheiros para a criação de Podengos e incentivar o seu registo no LOP, para preservar a raça é encorajado o seu uso também como cão de família ou de guarda, ou até, pela polivalência destes cães, o seu emprego noutros tipos de caça. Existem cães que são empregues como lebréis ou que, raramente, são usados na caça às perdizes e/ou faisões, como cães de levante e cobro, onde  sua visão apurada lhes confere vantagens relativamente a cães de parar na perseguição de exemplares feridos "de asa". A sua tenacidade e eficácia na perseguição é notória. Existem ainda excepcionais relatos de Podengos que "param" a caça.  
As variedades de pêlo surgiram da adaptação ao clima. Assim, a variedade de pêlo liso é mais comum no norte de Portugal, mais chuvoso, uma vez que o pêlo liso seca mais facilmente. A variedade de pêlo cerdoso é encontrada nas zonas mais secas e raianas, onde o pêlo protege a pele dos raios de sol e do frio no Inverno.

## Variedades
Existem seis variedades do podengo-português, combinando as variedades de porte com as variedades de pêlo:
- Podengo Português Pequeno de pêlo liso (curto)
- Podengo Português Pequeno de pêlo cerdoso (comprido)
- Podengo Português Médio de pêlo liso (curto)
- Podengo Português Médio de pêlo cerdoso (comprido)
- Podengo Português Grande de pêlo liso (curto)
- Podengo Português Grande de pêlo cerdoso (comprido)

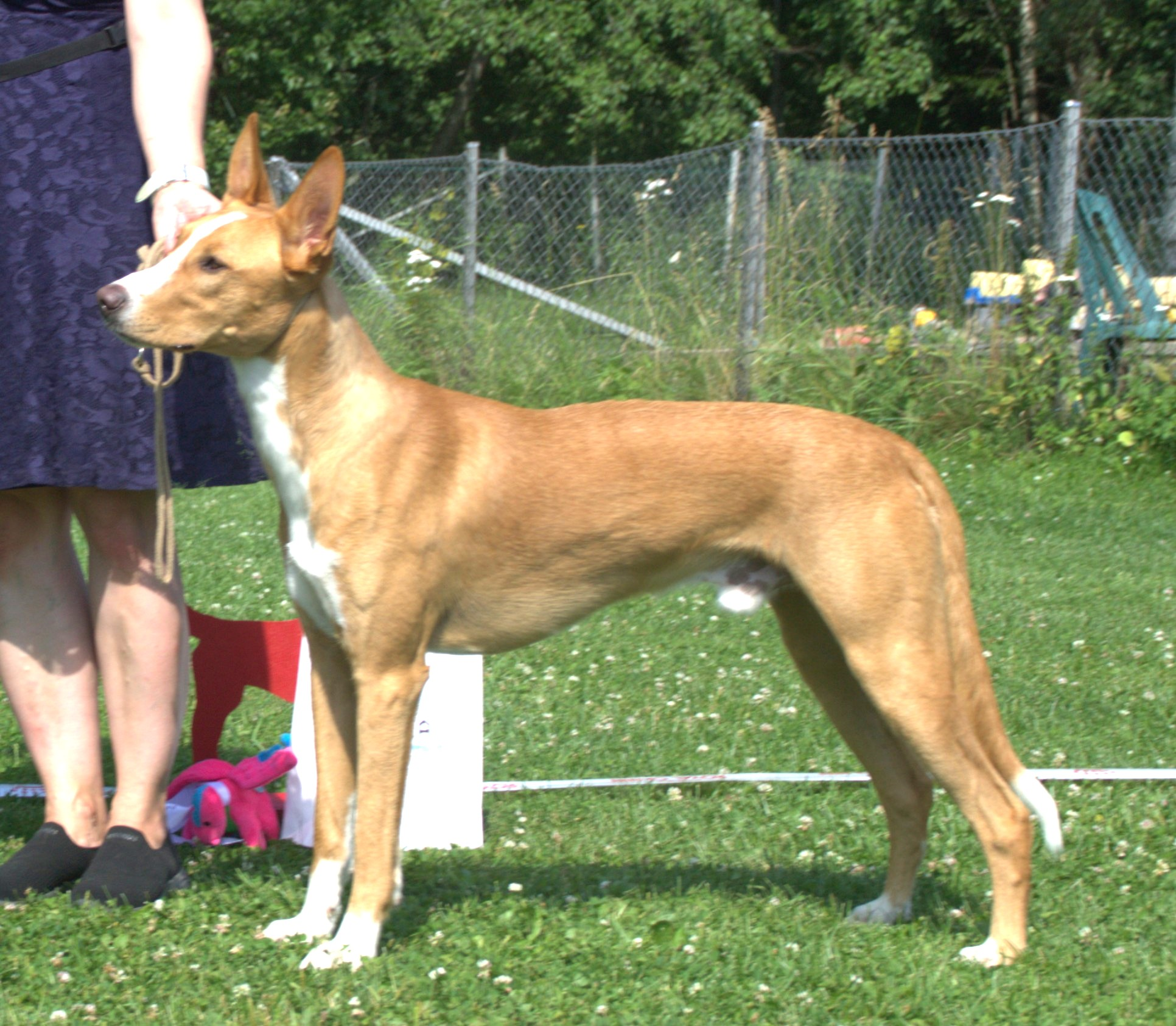
Podengo-português grande de pelo liso
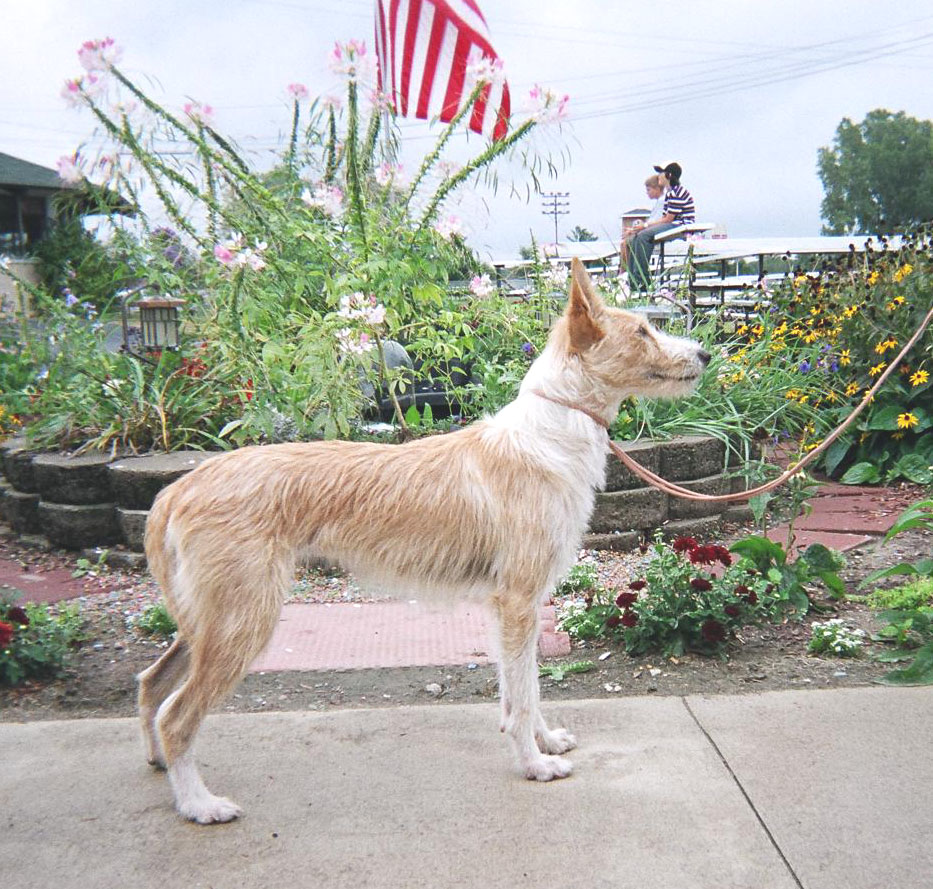
Podengo Português Médio de pêlo cerdoso
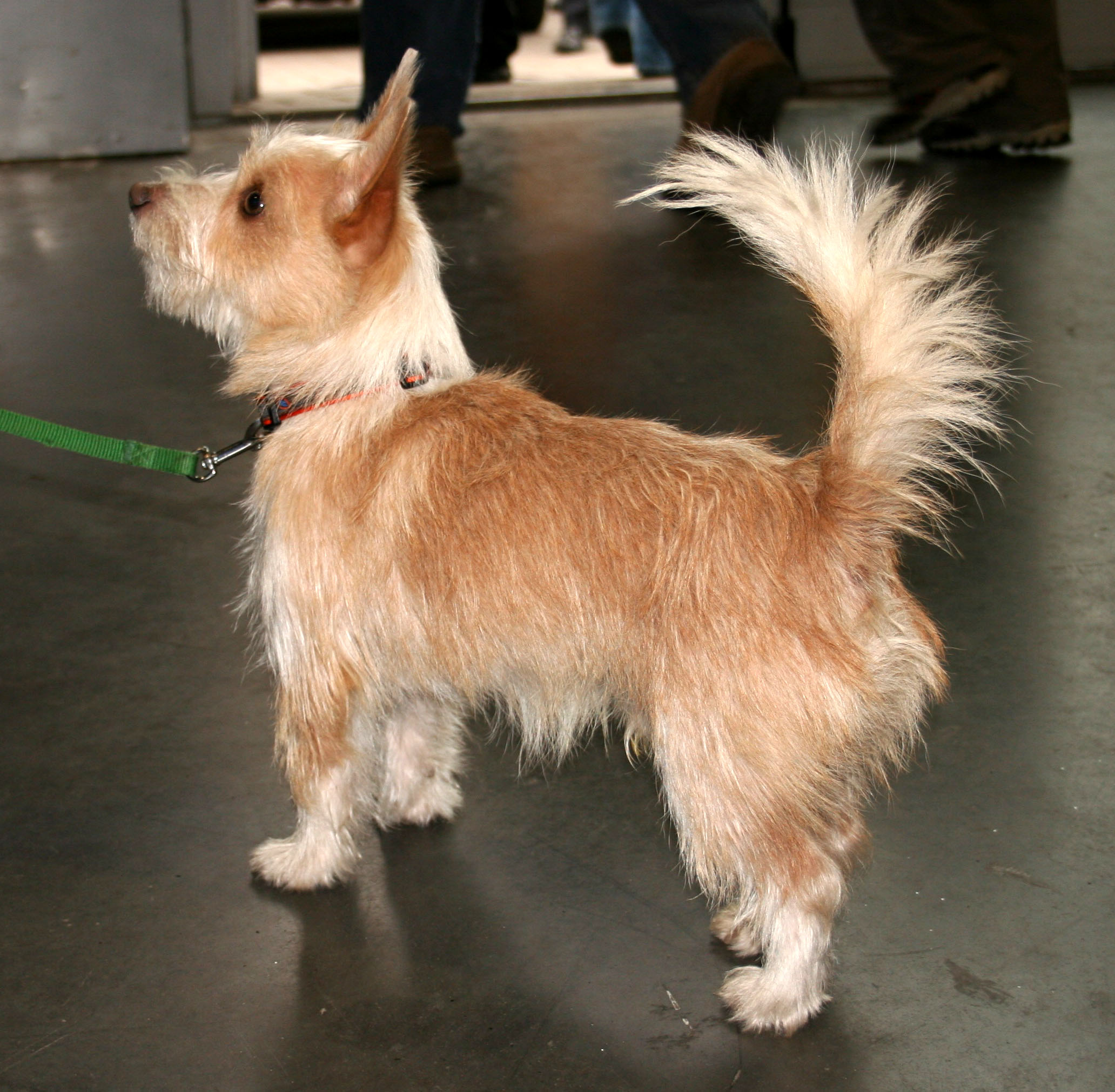
Podengo Português Pequeno de pêlo cerdoso
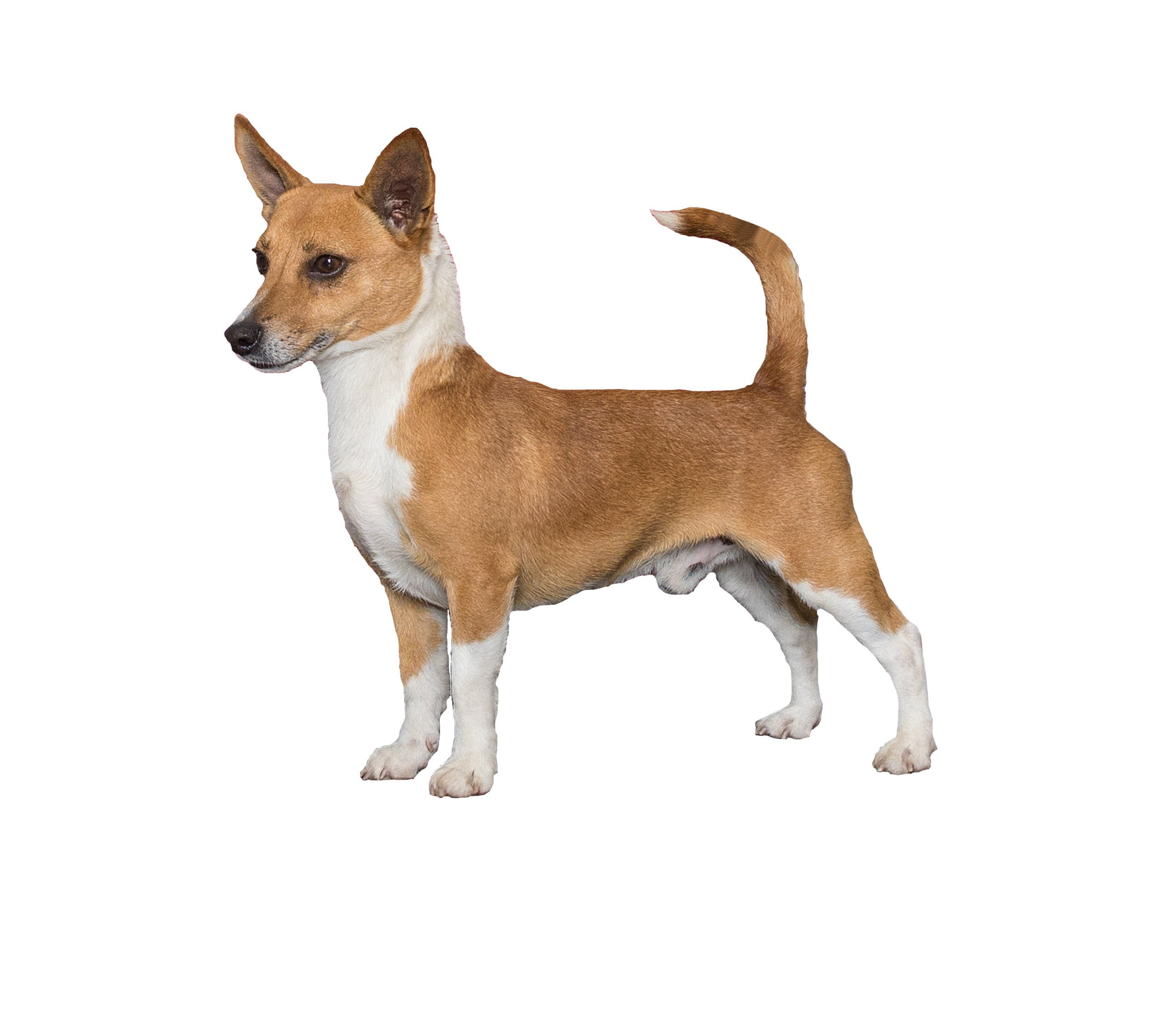
Podengo-português pequeno de pelo liso
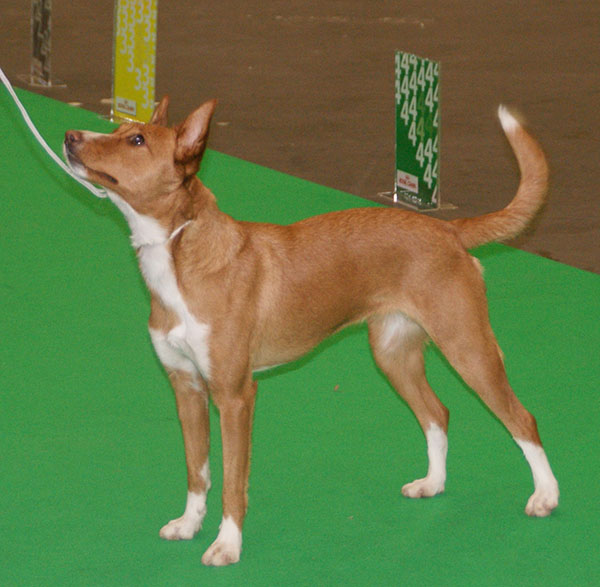
Podengo-português médio de pelo liso